# Elicità
L'elicità classica di una particella è definita come la proiezione del suo vettore di spin {\displaystyle {\vec {s}}} nella direzione del suo impulso (quantità di moto) {\displaystyle {\vec {p}}} :
{\displaystyle H={\frac {{\vec {s}}\cdot {\vec {p}}}{\left\|{\vec {p}}\right\|}}}
Il nome «elicità» deriva dal greco ἕλιξ (hélix), voluta, serpeggiamento, spira.
Dalla definizione consegue che se il vettore di spin punta nella stessa direzione del vettore momento, allora l'elicità sarà positiva, altrimenti negativa.
In meccanica quantistica, una misura dello spin in una direzione particolare (in questo caso la direzione del moto) può avere solo un numero finito di esiti. Una particella a spin S che si muove lungo la direzione z, avrà pertanto Sz = S, S-1, S-2, ..., -S. In particolare, una particella a spin 1/2 può avere solo elicita ±1/2. Per una particella a spin 1, sono possibili tre orientazioni: -1,0,1.
In relatività ristretta esiste la possibilità che una particella sia senza massa. Tuttavia, per particelle prive di massa alcune orientazioni non sono disponibili. Per esempio, usando la teoria delle rappresentazioni del gruppo di Lorentz, è possibile dimostrare che l'orientazione Sz=0 non è disponibile per una particella priva di massa con spin 1. Pertanto,  l'elicità di un fotone può essere solo ±1. In generale, per  particelle prive di massa l'elicità coincide con la chiralità moltiplicata per il modulo dello spin. Nel caso di una particella priva di massa a spin 1/2, se l'elicità è -1/2, la chiralità è -1 (chiralità sinistrorsa) mentre se l'elicità è +1/2, la chiralità è +1 (chiralità destrorsa). Queste relazioni valgono assumendo la costante di Planck ridotta ħ pari a 1 (sistema naturale). Nel Sistema internazionale di unità di misura, l'elicità di una particella a spin 1/2 è  ±ħ/2.
Analogamente, l'elicità di un fotone è ±1 mentre l'elicità di una particella con massa a spin 1 può essere -1,0,+1.
L'elicità di una particella non è in generale un invariante di Lorentz. Infatti, mediante una trasformazione di Lorentz che manda {\displaystyle {\vec {p}}} in {\displaystyle -{\vec {p}}}, si può cambiare il segno dell'elicità della particella. Questa operazione non è possibile per particelle di massa nulla poiché esse si propagano con la velocità della luce e dunque non è possibile fare una trasformazione di Lorentz {\displaystyle {\vec {p}}} in {\displaystyle -{\vec {p}}} . Segue di conseguenza che per queste particelle l'elicità è una grandezza Lorentz-invariante. In conclusione, se la massa è diversa da zero allora l'elicità non è una quantità Lorentz-invariante mentre se la massa è uguale a zero, l'elicità è una quantità Lorentz-invariante.
Il caso dei neutrini è particolarmente interessante. Se trascuriamo la massa dei neutrini, l'elicità dei neutrini prodotti dalle interazioni deboli vale -1/2 (elicità sinistrorsa). Ciò è stato dimostrato dall'esperimento di Goldhaber nel 1957. Grazie alle oscillazioni del neutrino, però, oggi sappiamo che i neutrini sono particelle massive. Pertanto, è sbagliato identificare elicità e chiralità per questo tipo di particelle. I neutrini che partecipano alla interazioni deboli, hanno chiralità uguale a -1 (chiralità sinistrorsa) e la probabilità che essi siano osservati in un sistema di riferimento con un'elicità di segno opposto rispetto alla chiralità (ovvero con elicità destrorsa) è diversa da zero. Questo fenomeno è molto raro nei neutrini, dove la massa è praticamente trascurabile, ma è frequente in particelle più pesanti come gli elettroni o i muoni.